# Kula (revista)
Kula. Antropólogos del Atlántico Sur. Revista de Antropología y Ciencias Sociales, conocida comúnmente como Kula, es una revista académica argentina publicada por la editorial platense Kula Ediciones. Abarca trabajos sobre las ciencias sociales en general y la antropología en particular, aunque también está abierta a colaboraciones de otras disciplinas.

## Objetivos
Se trata de una revista de de acceso abierto, bajo una licencia  Creative Commons (CC BY-NC-SA 2.5), gratuita, revisada por pares que comenzó a publicarse con periodicidad anual entre los años 2009 y 2010, y semestral desde el 2011. De esta forma, hasta el año 2022 se han editado 25 números. La revista acepta manuscritos para su evolución por pares de forma permanente y acepta trabajos para diferentes secciones, como artículos, crónicas, notas de campo y reseñas; así como también grupos de artículos que conforman dossiers.
Se trata de una revista de de acceso abierto bajo una licencia  Creative Commons (CC BY-NC-SA 4.0), es gratuita y los artículos publicados son revisados por pares. La revista comenzó a ser editada en el año 2015, teniendo una periodicidad semestral, por lo salen dos números anuales con numeración correlativa.
El objetivo de esta revista es poder dar divulgación de manera abierta y sin coste distintos trabajos originales e inéditos de estudiantes, investigadores e investigadoras en formación que realicen trabajos dentro del ámbito de las ciencias sociales. Es por ello que no recibe manuscritos provenientes de personas  que se hayan doctorado.
En la edición de la revista participan estudiantes de posgrado de varias instituciones académicas argentinas, como el Instituto de Altos Estudios Sociales de la Universidad Nacional de San Martín, la Facultad de Filosofía y Letras de la Universidad de Buenos Aires, la Facultad de Ciencias Naturales y Museo de la Universidad Nacional de La Plata, la Facultad de Ciencias Sociales de la Universidad Nacional del Centro de la Provincia de Buenos Aires y de la Universidad Nacional de Tucumán.

## Resumen e indexación
La revista está indexada en:
- Latindex, Catálogo 2.0.[6]
- Latinoamericana, Asociación de revistas académicas de humanidades y ciencias sociales